# DCWatch robot
A DCWatch a Direct Connect hálózaton működő, úgynevezett külső (external) robot szoftver. A robot tetszés szerint bővíthető saját Java nyelven írt moduljaink, valamint Lua nyelven írt szkriptek segítségével.

## Tulajdonságok
- Parancssoros Java alkalmazás
- ADC és NMDC protokoll támogatás
- Egyidejűleg több hubot képes kezelni
- Beépülő modulok támogatása (pluginek)
- Távoli vezérlés DirectConnect kliensen keresztül (közös és privát chat)

## Beépülő modulok
DisplayA hubok által küldött üzenetek megjelenítésért felelős modul.
BaseCommandsA robot működéséhez szükséges parancsokat kezelő modul.
Lua ScripterA plugin segítségével saját Lua nyelven írt scriptjeinket futtathatjuk LuaJava felhasználásával. A DCWatch képes futtatni a BCDC++ által támogatott scripteket, ehhez azonban szükséges a mellékelt BCDC Bridge script betöltése.
User SearchA modul segítségével megkereshetünk egy felhasználót a DirectConnect hálózaton. A robot valós időben vizsgálja meg a hubokat, és listázza ki a találatokat. Jelenleg 25 magyar hubon fut a robot. A szolgáltatás csak azokon a hubokon érhető el, melyeken a robot regisztrált felhasználónévvel rendelkezik. Keresést kezdeményezhetünk a támogatott hubokról, a hivatalos weblapról, valamint a Firefox és Internet Explorer 7 böngészők által támogatott Search Engine-en keresztül.
ChatRoomA boton keresztül kettő vagy több különböző hub felhasználói beszélgethetnek egymással. A beszélgetés egy chatszobán keresztül zajlik. (Jelenleg 25 magyar hubon érhető el ez a szolgáltatás)
Chat ControlA bot által küldött és fogadott üzeneteket szabályozhatjuk, sőt át is irányíthatjuk az üzeneteket egy tetszőleges felhasználónak.
FusionA modul segítségével összeolvadhatunk a bottal. Amit írunk a központi hubon, azt továbbküldi a bot egy előre meghatározott hubra.
Hublist ServerA roboton keresztül regisztrálhatjuk a hubunkat egy protokoll független hublistára (dcwatch-services.dyndns.org:2501). A lista elérhető a http://dcwatch-services.dyndns.org/hublist.xml.bz2%5B%5D címen. Segítség a lista használatához megtalálható itt.
HTTP Services (fejlesztés alatt)Néhány fontosabb funkció elérhető HTTP protokollon keresztül is. (pl.: Felhasználó kereső)
Direct Connect Client (fejlesztés alatt)DC++-szerű grafikus felület.

## Tervek
- Szabványos NIO környezet (Apache MINA)
- Szabványos Plugin kezelő környezet (Java Plugin Framework)
- Többnyelvű kezelőfelület
- ADC és NMDC protokollokon egyaránt működő megosztás ellenőrzés
- Távoli elérés grafikus felületen keresztül (SSL/TLS támogatással)
- Valós idejű csevegési lehetőség:
  1. weblapon keresztül (Java Applet segítségével)
  2. azonnali üzenetküldő alkalmazásokon keresztül (Windows Live Messenger, Yahoo! Messenger)
- Fájlcserélés támogatása ADC és NMDC protokollokon keresztül
- Egy teljes értékű DirectConnect kliens létrehozása